# Asoleamiento
En Arquitectura se habla de asoleamiento o soleamiento cuando se trate de la necesidad de permitir el ingreso del sol en ambientes interiores o espacios exteriores donde se busque alcanzar el confort higrotérmico. Es un concepto utilizado por la Arquitectura bioclimática y el bioclimatismo.
Para poder lograr un asoleamiento adecuado es necesario conocer de geometría solar para prever la cantidad de horas que estará asoleado un local mediante la radiación solar que pase a través de ventanas y otras superficies no opacas. Es probable que luego de un estudio de asoleamiento se requiera controlar el ingreso de radiación solar mediante una adecuada protección solar y así poder regular el efecto del sol y su capacidad de calentar el interior de locales habitables. Indistintamente necesita asolearse o protegerse del sol una superficie vidriada o una superficie opaca. En cada caso será sensiblemente diferente el modo en que el calor del sol se transmitirá al interior del local.

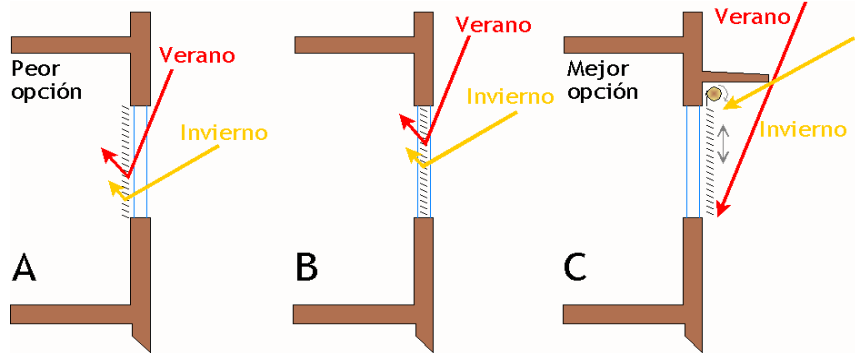
Mejores disposiciones de una protección solar para una ventana.

## Análisis del asoleamiento
Para poder analizar el asoleamiento de ventana existen diversas técnicas donde la más antigua y todavía vigente es mediante el auxilio de cartas solares que indican el recorrido del sol en cada mes del año y a cada hora en una latitud determinada.
Otra forma muy usada por los arquitectos bioclimáticos es mediante el uso de un heliodón que simula la posición del sol en la bóveda celeste. Suple al sol una lámpara de alta intensidad que va a asolear una maqueta del edificio a analizar iluminando las zonas expuestas a la lámpara (sol) y sombreando las opuestas a este. El heliodón es un instrumento costoso y voluminoso que está presente en casi todas las facultades y escuelas de arquitectura del mundo que cuenten con un laboratorio ambiental.
Desde ya en la actualidad existen programas que permiten realizar este complejo análisis de forma sencilla como el 3D Studio Max, el SketchUp  Archivado el 13 de diciembre de 2009 en Wayback Machine., entre otros.

## Asoleamiento de superficies vidriadas
En el caso de superficies vidriadas ventanas la radiación solar llegará a la superficie del exterior del vidrio y en condiciones generales medias el 86% continuará por el interior del local hasta encontrar una superficie opaca. Dependiendo de su color parte de absorberá y parte se reflejará. La parte absorbida calentará la masa del elemento y luego de calentada irradiará calor en el espectro infrarrojo, ya no visible al ojo humano.

### El Factor Solar
El factor solar es pequeño cuando la protección solar es opaca y de tonalidad clara. Si la protección solar no es opaca y permite parcialmente el paso de la radiación solar el valor del factor solar g aumenta.
{\displaystyle F={\frac {\alpha \ K}{h_{e}}}\!}
donde:
- {\displaystyle \alpha \!} = factor de absorción solar del vidrio combinado con el parasol vertical y siendo función de todos los elementos que intervienen en la eficacia del parasol (color, emisividad, ventilación, resistencia térmica, separación)
- {\displaystyle K} = coeficiente global de transmisión del vidrio.
- {\displaystyle h_{e}} = coeficiente superficial de transmisión del vidrio